# 853 (číslo)
Osm set padesát tři je přirozené číslo. Římskými číslicemi se zapisuje DCCCLIII. Následuje po číslu osm set padesát dva a předchází číslu osm set padesát čtyři.

## Matematika
853 je:
- Deficientní číslo
- Prvočíslo
- Příznivé číslo
- Nešťastné číslo

## Astronomie
- (853) Nansenia je planetka hlavního pásu, kterou objevil v roce 1916 Sergej Ivanovič Beljavskij

## Ostatní
- +853 je mezinárodní telefonní předvolba Macaa

## Roky
- 853
- 853 př. n. l.